# Sheila Echols
Sheila Ann Echols, później Williams i Gross (ur. 2 października 1964 w Memphis) – amerykańska lekkoatletka specjalizująca się w biegach sprinterskich i skoku w dal, złota medalistka letnich igrzysk olimpijskich w Seulu (1988) w sztafecie 4 × 100  metrów.

## Sukcesy sportowe
- mistrzyni Stanów Zjednoczonych w biegu na 100 m – 1988
- mistrzyni Stanów Zjednoczonych w skoku w dal – 1988[1]
- halowa mistrzyni Stanów Zjednoczonych w skoku w dal – 1988[2]
- mistrzyni NCAA w skoku w dal – 1987[3]
- halowa mistrzyni NCAA w skoku w dal – 1987[4]

| Rok  | Miasto       | Zawody                   | Konkurencja                      | Wynik                 |
| ---- | ------------ | ------------------------ | -------------------------------- | --------------------- |
| 1987 | Indianapolis | igrzyska panamerykańskie | sztafeta 4 × 100 m               | złoty medal           |
| 1988 | Seul         | olimpiada                | sztafeta 4 × 100 m               | złoty medal           |
| 1989 | Barcelona    | Puchar Świata            | bieg na 100 m sztafeta 4 × 100 m | 1. miejsce 3. miejsce |
| 1992 | Barcelona    | olimpiada                | skok w dal                       | 7. miejsce            |

## Rekordy życiowe
- bieg na 100 m – 10,83 – Indianapolis 16/07/1988
- bieg na 200 m – 22,90 – Baton Rouge 30/05/1986
- skok w dal – 6,94 – Baton Rouge 05/06/1987
- bieg na 60 m (hala) – 7,16 – Atlanta 04/03/1995